# Money and Cigarettes
| 전문가 평가      | 전문가 평가 |
| 평가 점수        | 평가 점수   |
| 출처             | 점수        |
| ---------------- | ----------- |
| AllMusic         | [ 2 ]       |
| Rolling Stone    | [ 3 ]       |
| Robert Christgau | B+          |

《Money and Cigarettes》는 에릭 클랩튼이 알코올 중독으로부터 첫 재활을 마치고 녹음한 여덟 번째 솔로 스튜디오 음반이다. 클랩튼과 톰 다우드가 프로듀싱을 맡았으며, 앨버트 리와는 별도로 도널드 "덕" 던, 로저 호킨스, 라이 쿠더를 포함한 베테랑 세션 음악가들의 새로운 후원 밴드였다. 이 음반은 상업적으로 꽤 성공적이어서 여러 나라에서 20위권 안에 들었고, 비판적 반응은 미온적이었다.

## 배경
커버에는 손에 담배를 들고 녹고 있는 펜더 스트라토캐스터 일렉트릭 기타 옆에 서 있는 클랩튼의 모습이 그려져 있다. 클랩튼은 알코올 중독에서 벗어난 첫 번째 재활 후에 "내가 떠난 내 자신이 그것뿐이기 때문에" 음반의 이름을 선택했다. 북미 투어를 마친 클랩튼과 그의 투어 밴드는 헨리 스피네티, 게리 브루커, 크리스 스테인튼, 데이브 마키로 구성된 투어 밴드로 바하마의 나소에 있는 컴퍼스 포인트 스튜디오에 들어가 새 스튜디오 음반의 트랙을 녹음했다. 클랩튼은 새로운 음반을 들으면서 곡들은 "퍼브 분위기"를 갖게 되었고 "로니 레인과의 계속"을 의미한다고 회상했다. 그러나 프로듀서 톰 다우드는 클랩튼의 밴드가 녹음한 녹음과 음향이 마음에 들지 않아 에릭에게 알버트 리 외에는 밴드를 바꿔달라고 부탁했다. 클랩튼은 음반의 라이너 노트에 제시되면서 밴드를 라인업으로 변경했고 녹음 과정에서 여러 번의 붕괴를 겪었다.

## 차트 실적
이 음반은 상업적으로 꽤 성공적이어서, 두 나라에서 10위권 안에 들었고, 그 다음 네 개의 음반 차트 20위권에 올랐다. 독일에서는 《Money and Cigarettes》가 GfK 엔터테인먼트가 집계한 차트에서 22위에 올랐다. 네덜란드와 미국에서는 이 음반이 16위에 올랐다. 영국과 뉴질랜드에서, 이 음반은 각국의 공식 음악 차트에서 13위와 11위를 기록했다. 스베리예토프리스탄 차트에서 5위를 차지하면서, 이 음반은 스웨덴에서 클랩튼의 가장 높은 차트 작성 음반 중 하나가 되었다. 노르웨이에서는 《Money and Cigarettes》가 3위를 정점으로 발매의 최고 지위가 됐다.

## 곡 목록
| #   | 제목                               | 작사·작곡                                 | 재생 시간 |
| --- | ---------------------------------- | ----------------------------------------- | --------- |
| 1.  | 〈Everybody Oughta Make a Change〉 | 슬리피 존 에스테스                        | 3:16      |
| 2.  | 〈The Shape You're In〉            | 에릭 클랩튼                               | 4:08      |
| 3.  | 〈Ain't Going Down〉               | 클랩튼                                    | 4:01      |
| 4.  | 〈I've Got a Rock 'n' Roll Heart〉 | 트로이 실즈, 에디 세터, 스티브 다이아몬드 | 3:13      |
| 5.  | 〈Man Overboard〉                  | 클랩튼                                    | 3:45      |
| 6.  | 〈Pretty Girl〉                    | 클랩튼                                    | 5:29      |
| 7.  | 〈Man in Love〉                    | 클랩튼                                    | 2:46      |
| 8.  | 〈Crosscut Saw〉                   | R.G. 포드                                 | 3:30      |
| 9.  | 〈Slow Down Linda〉                | 클랩튼                                    | 4:14      |
| 10. | 〈Crazy Country Hop〉              | 조니 오티스                               | 2:46      |